# شمع ییسرائل

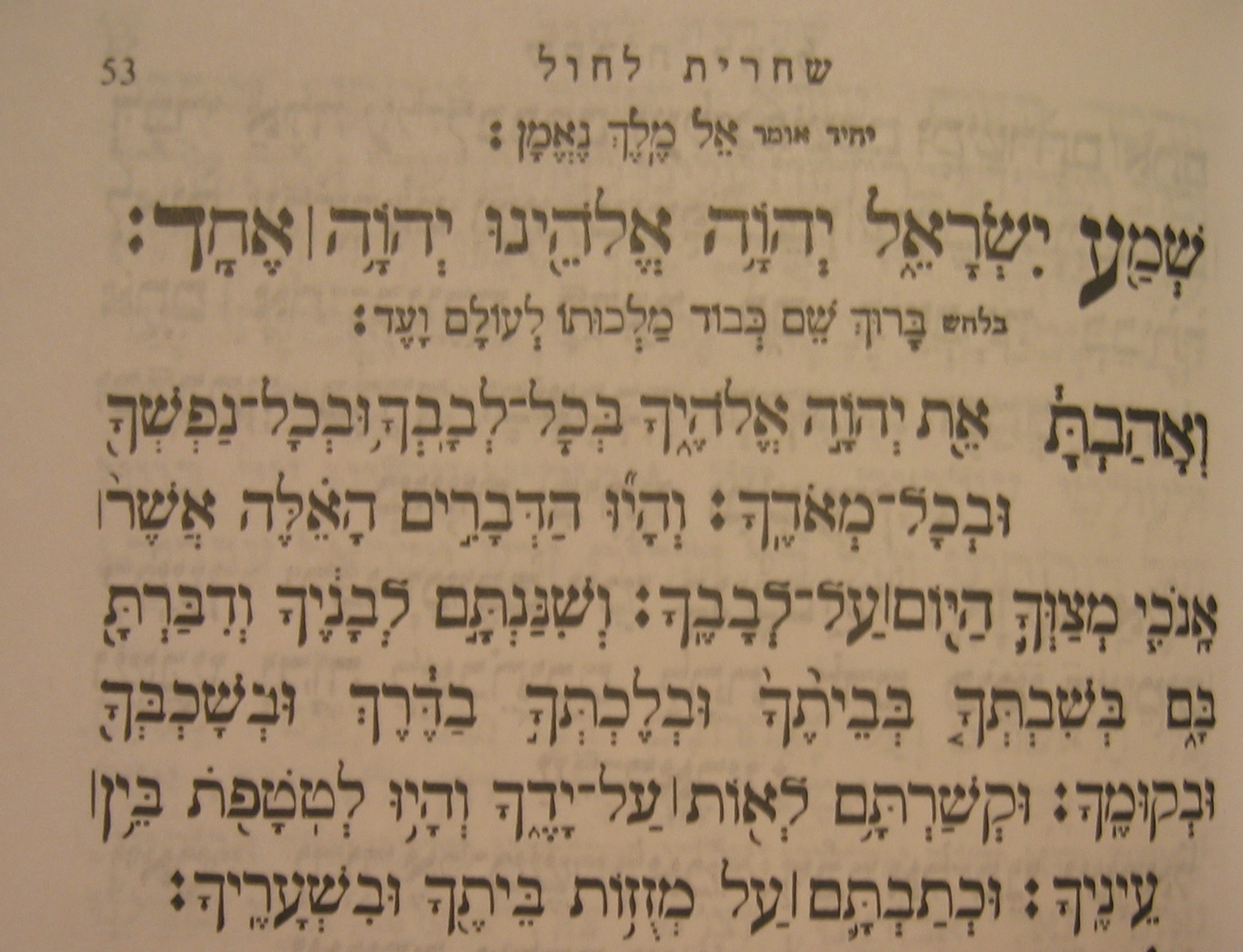
آغاز شِماع در سیدور

شِماع یا شِمَع ییسرائل (به عبری: שמע ישראל)، به‌معنی بشنو! ای اسرائیل است و نخستین دو واژه از فرازی از تورات است که قسمت کانونی نماز صبح و عصر یهودیان است. اولین آیه اعتقاد توحیدی یهود را در خود جای داده است. یهودیان متدین شماع را مهمترین بخشِ ادعیهٔ یهودی می‌دانند؛ و خواندنِ دو بار در روزِ آن را یک واجبِ شرعی یا میصوا (به عبری: מצוה‌) می‌دانند. همچنین مرسوم است که در زمانِ احتضار نیز به عنوانِ آخرین کلام، آن را بخوانند. واژهٔ شماع برای اشاره به کلِ دعای روزانه، شامل تثنیه ۶: ۴ تا ۶: ۹ و ۱۱: ۱۳ تا ۱۱: ۲۱ و اعداد ۱۵: ۳۷ تا ۱۵: ۴۱ به کار می‌رود.
آیات شماع، همچنین در مزوزا که بر چهارچوب در ورودی نصب می‌شود و در تفیلین که در هنگامِ نماز به دست بسته می‌شود، نوشته می‌شود.

## محتوی
محتوای شماع، بر اساس تثنیه ۶: ۴ تا ۶: ۹ چنین است:

ای اسرائیل بشنو! یهوه، خدای ما، یهوه واحد است.
پس یهوه‌خدای خود را به تمامیِ جان و تمامیِ توانِ خود محبت نما.
و این سخنانی که من امروز تو را امر می‌فرمایم، بر دلِ تو باشد.
و آنها را به پسرانت به دقت تعلیم نما، و هنگامِ نشستنت در خانه،
و رفتنت به راه، و وقتِ خوابیدن و برخاستنت از آنها گفتگو نما.
و آنها را بر دستِ خود برای علامت ببند، و در میانِ چشمانت عصابه باشد.
و آنها را بر باهوهای درِ خانه ات و بر دروازه‌هایت بنویس.

## در عهد جدید
در فرازهایی از عهد جدید، مثل متی ۲۲، عیسی به این آیه اشاره کرده و آن را اعظم احکام کتاب و خلاصه شریعت و کتب پیامبران معرفی می کند.

## شباهت با سوره اخلاص
در قرآن سوره اخلاص خداوند به محمد دستور میدهد که بگوید که خدا واحد است. در این سوره که در نماز روزانه مسلمانان هر روز خوانده میشود لغت مورد استفاده برای یکی بودن خداوند مانند تورات، "احد" است.
قرآن سوره اخلاص: قل هو الله احد.
تورات سفر تثنیه ۶: ۴: شِمَع ییسرائل، یهوه الوهینو، یهوه احد.